# Comtat de Forbach
El comtat de Forbach fou una jurisdicció feudal del Sacre Imperi Romanogermànic sorgida del repartiment vers 1280 (abans del 1291) del comtat de Rickingen i que va tenir una duració curta (vers 1280-1355).
El primer comte fou Enric (II) testimoniat el 1291. El segon comte fou Joan, que va morir el 1355. A la seva mort sense successió el comtat va passar a la branca de Leiningen-Rickingen (de la casa comtal de Leiningen).